# Масляный обогреватель
Ма́сляный обогреватель (масляный электрический радиатор) — бытовой электроприбор, служащий для отопления помещений и имеющий промежуточный теплоноситель — минеральное масло. Температура внешней поверхности радиаторов, через которую они отдают тепло, не должна превышать 100—110 °C, средняя температура обычно 85-95 °C. Время нагрева после включения составляет 25-35 мин. Маслонаполненные радиаторы могут иметь разную мощность, конструкцию, размеры, дополнительные устройства и приспособления.

## Конструкция
Существует два основных типа конструкций масляных электрических радиаторов:
1. панельный — с резервуаром для масла в виде плоской панели, сейчас используется редко, в СССР был ходовым вариантом конструкции;
2. секционный — с резервуаром из однотипных секций с общим электрическим нагревательным элементом, внешне напоминает батарею отопления. Самый распространенный современный тип обогревателя.[1][2]

Преимущество секционных радиаторов — большая рабочая поверхность при тех же размерах.
Преимущество панельных радиаторов — при размещении вдоль стен занимаемое место меньше.
По способу контроля и регулирования нагрева маслонаполненые электрорадиаторы различают:
1. поддерживающие установленную температуру воздуха
2. поддерживающие установленную мощность[2]

### Элементы конструкции
- Резервуар с минеральным маслом.[2][1]
- Трубчатый электронагреватель, предназначенный для нагрева масла в резервуаре.
- Клапан безопасности, предохраняющий корпус от повреждения в случае перегрева. Может отсутствовать при использовании предохранительного термостата без самовозврата, отключающего электропитание в случае перегрева. Возврат к нормальной работе происходит при принудительном нажатии на кнопку, что, в свою очередь, информирует потребителя о возможных неисправностях или неправильном использовании устройства.
- Термостат.[3]
- Светодиодный индикатор или неоновая лампа — сигнализирует о включении.
- Переключатель режимов работы. Режим работы может устанавливаться изменением мощности, а также периодическим отключением. Радиаторы с периодическим отключением обычно имеют второй световой индикатор, зажигающуюся в при активной фазе работы обогревателя.
- Защита от опрокидывания, автоматически отключающая ТЭН от сети при опасной ориентации прибора в пространстве. Состоит из сферической камеры, внутри которой находится шарик, пружинки и рычага, давящего на микровыключатель. Такая защита обязательно предусмотрена во всех видах современных обогревателей, не только масляных.

Масляные обогреватели также могут иметь приспособления для крепления к стене или для транспортировки — ручки для переноски или колëсные, роликовые опоры, также может дополнительно оснащаться вентилятором и электронным термостатом с таймером.
Иногда обогреватель имеет отдельный режим, помечаемый знаком снежинки - предназначен для поддержания температуры чуть выше 0°C (защита от промерзания помещения).

## Безопасность
Масляные обогреватели за счет использования промежуточного теплоносителя имеют существенно меньшую температуру открытых деталей (до 120°C, при температуре выше срабатывает защита от перегрева), нежели обогреватели прямого действия (конвекторы и тепловентиляторы), что снижает риск ожогов и пожаров. Однако, масло, залитое в нагреватель, огнеопасно, а его пары и капли в смеси с воздухом взрывоопасны. При неправильной эксплуатации или аварии (перегрев, короткое замыкание или дуговой разряд внутри масляного резервуара) может произойти возгорание или взрыв с разбрызгиванием наружу горящих капель масла, что неизбежно приведет к сильному пожару и ожогам. Ведущие производители масляных обогревателей  проводят работы по снижению горючести применяемого масла и исключению возможности его воспламенения.
Опасность также снижается за счёт обязательного на данный момент использования защиты от опрокидывания - при неправильном положении, при котором ТЭН не погружен в масло, он будет отключëн, что защитит сам ТЭН от перегрева, а корпус - от разрушения из-за изохорного повышения давления и недопустимых температурных деформаций и напряжений.